# Rudolf Deyl junior
Rudolf Deyl junior (* 6. Juli 1912 in Prag; † 21. November 1967 ebenda) war ein tschechischer Schauspieler mit intensiver Tätigkeit beim heimischen Nachkriegsfilm.

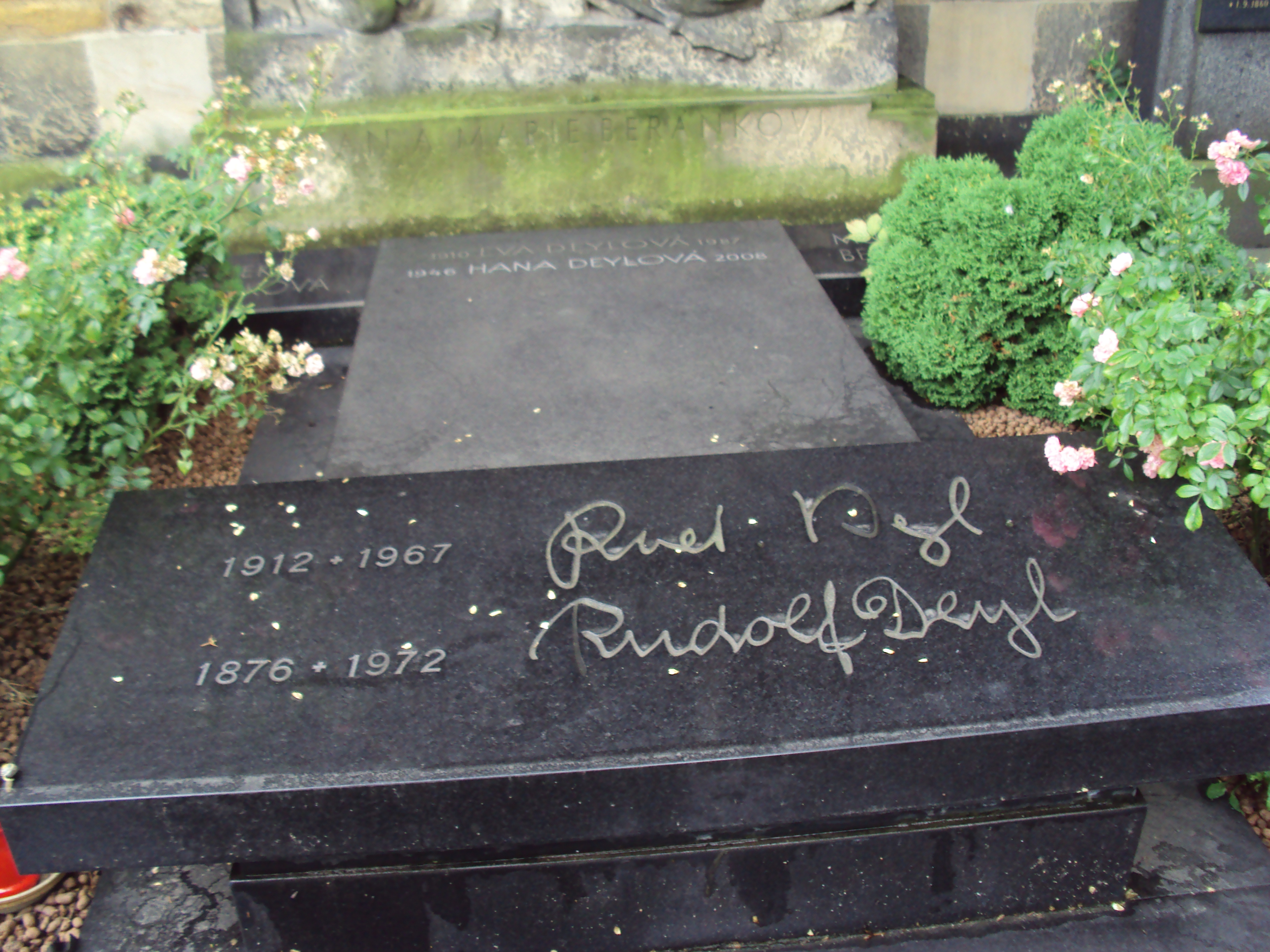
Grabstätte von Vater und Sohn Deyl

## Leben
Der Sohn des bekannten Bühnenschauspielers Rudolf Deyl senior (1876–1972) hatte über seinen Vater schon als Teenager den ersten Kontakte zum Theater geknüpft und gab noch zu Stummfilmzeiten seinen Einstand vor der Kamera. Ein Jahr darauf, 1929, startete er als Theaterdarsteller an einer Wanderbühne. Nach über einem Jahrzehnt Aktivitäten an tschechischen Provinzbühnen wie in Brünn und Mährisch-Ostrau kehrte Deyl 1940 in seine inzwischen von den deutschen Nationalsozialisten okkupierte Geburtsstadt Prag zurück. 
Hier setzte er seine Theaterarbeit fort und trat auch gelegentlich in Kinofilmen auf. Nach der Befreiung der Tschechoslowakei 1945 wurde Rudolf Deyl junior einer der gefragtesten Filmdarsteller des Landes. Meist sah man ihn in Nebenrollen, gelegentlich auch in Hauptrollen, sowohl in dramatischen als auch in komödiantischen Geschichten. Das Gros der Deyl-Filme lief auch in DDR-Kinos an, hingegen blieb der Künstler auf der anderen Seite des Eisernen Vorhangs ein nahezu gänzlich unbeschriebenes Blatt – lediglich seine komödiantisch angelegte Schurkenrolle des Doug Badman in der Westernparodie „Limonaden-Joe“ blieb in Erinnerung.

## Filmografie
- 1928: Stavitel chrámu
- 1941: Jan Cimbura
- 1942: Host do domu
- 1943: Mlhy na blatech
- 1946: Reka caruje
- 1946: Velký prípad
- 1947: Die Tugend und der Teufel (Alena)
- 1947: Uloupená hranice
- 1948: Kreuz drei (Krízová trojka)
- 1949: Pan Habetin odchází
- 1949: Ratzek findet Anschluß (Racek má zpozdeni)
- 1950: DS 70 fährt nicht aus (DS 70 nevyjízdí)
- 1950: Um zwei Minuten (Karhanova parta)
- 1950: Im Strafraum (V trestném území)
- 1950: Das Geständnis (Priznáni)
- 1951: Vítezná krídla
- 1951: Akce B
- 1952: Lachendes Land (Usmevavá zem)
- 1952: Die Entführung (Únos)
- 1952: Eine Frau, ein Wort (Slovo delá zenu)
- 1953: Geheimnis des Blutes (Tajemství krve)
- 1953: Café an der Hauptstraße (Kavárna na hlavní tríde)
- 1953: Die Spur führt zum Hafen (Severní prístav)
- 1954: Der Zirkus spielt doch (Cirkus bude!)
- 1955: Engel im Gebirge (Andel na horách)
- 1955: Verbrechen am Windberg (Vetrná hora)
- 1956: Spiel ums Leben (Hra o zivot)
- 1956: Meine Frau und ich (Kudy kam)
- 1956: Die goldene Spinne (Zlatý pavouk)
- 1957: Der Fall ist noch nicht abgeschlossen (Prípad jeste nekoncí)
- 1957: An der Endstation (Tam na konecné)
- 1958: Bittere Liebe (Horka láska)
- 1958: Der Haupttreffer (Hlavní výhra)
- 1958: Ein Stern fährt nach Süden (Hvezda jede na jih)
- 1959: Am Ende des Weges (Konec cesty)
- 1959: Alarm im Schacht (První parta)
- 1960: Bei uns in Mechov (U nás v Mechove)
- 1960: Leute wie du und ich (Lidé jako ty)
- 1960: Schwarzer Sonnabend (Cerná sobota)
- 1961: Wo das Alibi nicht genügt (Kde alibi nestací)
- 1962: Zwei aus jener Welt (Dva z onoho sveta)
- 1962: Ein Schloß für Barbara (Zámek pro Barborku)
- 1962: Ikarie  XB 1 (Ikarie XB 1)
- 1963: Einstein kontra Babinský
- 1963: Das Haus in der Karpfengasse
- 1964: Limonaden-Joe (Limonádový Joe)
- 1964: ....und wenn wir gemeinsam gehen (Hvezda zvaná pelynek)
- 1965: Ein Bär für Prag (Pušcik jede do Prahy)
- 1966: Das Phantom von Morrisville (Fantom Morrisvillu)
- 1966: Das gestohlene Luftschiff (Ukradená vzducholod’)
- 1967: Großvater, Kilian und ich (Dedecek, Kyliján a já)
- 1967: Automat na prání